# Latzfons

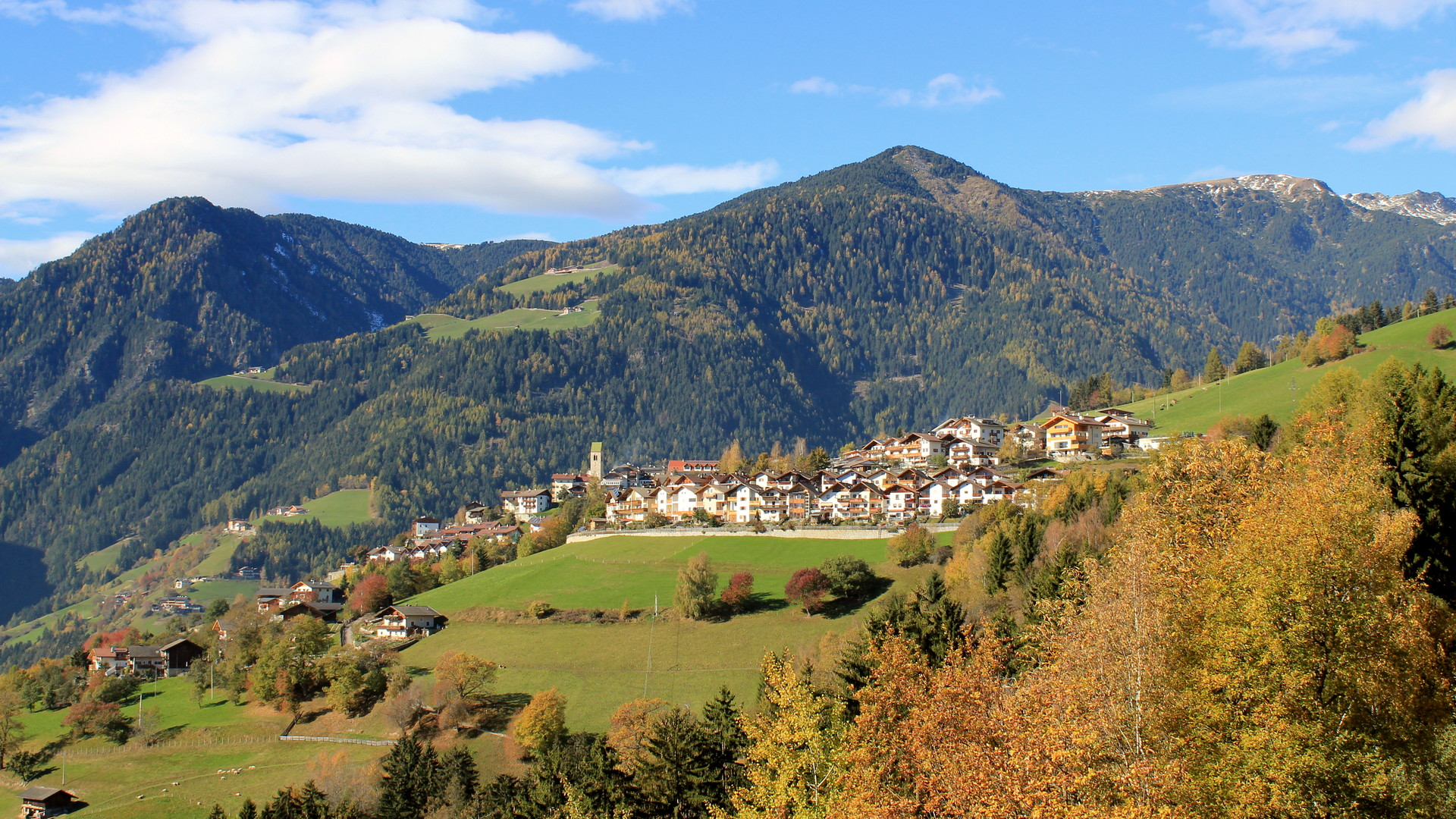
Latzfons von Südosten

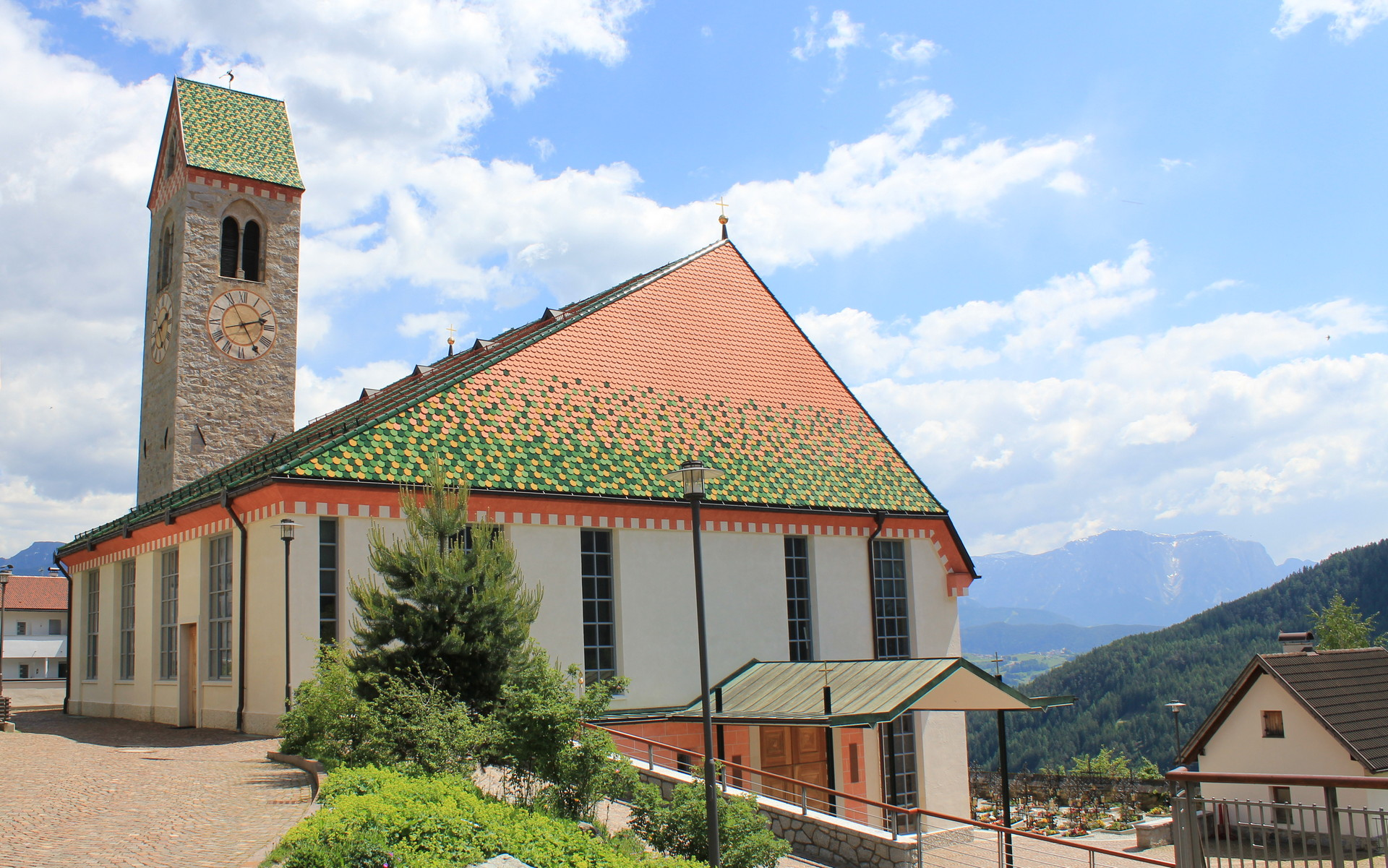
Die Pfarrkirche von Latzfons

Latzfons (italienisch: Lazfons) ist eine Fraktion der Gemeinde Klausen in Südtirol (Italien). Sie liegt auf einer Mittelgebirgsterrasse über dem Tinnetal westlich vom Eisacktal auf einer Höhe von 1150 m s.l.m. Latzfons ist mit ungefähr 1400 Einwohnern die größte Fraktion von Klausen.

## Geschichte
Latzfons wurde in einer Urkunde aus der Zeit zwischen 1050 und 1065 als „Lazevunes“ erstmals schriftlich erwähnt. Das Schriftzeugnis mit dem rätoromanischen -es am Ende ist ein Produkt der ehemals im Eisacktal gesprochenen ladinischen Sprache. Die Bedeutung des Ortsnamens ist entweder lateinisch lati fundi bzw. latifundium (‚weite Felder‘, siehe Latifundium) oder lateinisch lacea-funis aus laceare und funis (‚Seilstricker‘ bzw. ‚Seiler‘ als Gewerbe-/Hofname).
Ab 1211 sind Gerichtstage im Ort belegt. Erreichbar ist der touristisch vergleichsweise wenig erschlossene Ort über die Landesstraße von Feldthurns oder über die sogenannte alte Pucherstraße durch das enge Tal des Tinnebachs. Sehenswert ist die Pfarrkirche zum Heiligen Jakob, die 1153 erstmals urkundlich erwähnt wird. Der Ort ist Ausgangspunkt einiger Wandertouren in den Sarntaler Alpen, besonders erwähnenswert ist hierbei die Wanderung zum Latzfonser Kreuz, einer der höchstgelegenen Pilgerstätten Europas.
1929 wurde das bis dato eigenständige Latzfons der Gemeinde Klausen zugeschlagen.

## Bildung
In Latzfons gibt es eine Grundschule für die deutsche Sprachgruppe.

## Persönlichkeiten
- Andreas Hinterholzer (1875–1956), Bildhauer